# Jabłonowo (Dąbrówno)
Pour les articles homonymes, voir Jabłonowo.
Jabłonowo est un village polonais de la voïvodie de Varmie-Mazurie, dans le powiat d'Ostróda.